# Mickey Roker
Mickey Roker (3. září 1932 Miami, Florida – 22. května 2017 Filadelfie, Pensylvánie) byl americký jazzový bubeník. Když mu bylo deset let, zemřela mu matka a on se přestěhoval ke své babičce do Filadelfie, kde mu jeho strýc koupil první bicí soupravu. Počátkem šedesátých let začal hrát se saxofonistou Willisem Jacksonem a klavíristou Juniorem Mancem. V pozdějších letech spolupracoval například s hudebníky, jako byli Herbie Hancock, Sonny Rollins, Milt Jackson, Dizzy Gillespie nebo Gene Ammons.